# Pygophora immaculipennis
Pygophora immaculipennis är en tvåvingeart som beskrevs av Frey 1917. Pygophora immaculipennis ingår i släktet Pygophora och familjen husflugor. Inga underarter finns listade i Catalogue of Life.